# Eleonora di Bretagna
Eleonora di Bretagna (1184 o 1185 – Corfe Castle, 10 agosto 1241) figlia di Goffredo di Bretagna e quindi nipote di Enrico II d'Inghilterra, fu imprigionata insieme al fratello Arturo per mano dello zio Giovanni d'Inghilterra che temeva le loro pretese al trono inglese.

## La famiglia
Eleonora di Bretagna nacque nel 1184 o 1185 da Goffredo II di Bretagna e da Costanza di Bretagna, quando ebbe uno o due anni rimase orfana di padre ed Eleonora venne quindi allevata dallo zio paterno Riccardo Cuor di Leone e dalla nonna Eleonora d'Aquitania, la tradizione dice che Eleonora ricordasse suo padre, con i capelli biondo scuro, gli occhi blu intenso ed il naso arcuato. Re Riccardo, nel 1196, in assenza di suoi eredi diretti, nominò Arturo come suo successore. Quest'iniziativa aveva portato più disgrazie che altro, Arturo e la madre, lungo la strada che portava da Nantes alla Normandia, vennero rapiti da Ranulph de Blondeville, il giovane venne liberato poco dopo dai soldati regi, mentre Costanza restò prigioniera fino al 1199.

## Numerosi ed inutili progetti di nozze
Intanto Eleonora era diventata una bambina ed anche un'importante pedina matrimoniale. Re Riccardo aveva visto sfumare i propositi di far sposare la sorella Giovanna d'Inghilterra con Al-'Adil I, fratello del capo saraceno, Saladino, propose la nipote come possibile moglie, tuttavia il disinteresse del promesso sposo fece naufragare anche questo progetto. Tre anni dopo, nel 1193 Eleonora venne fidanzata con Federico I di Babenberg, figlio del duca d'Austria Leopoldo V di Babenberg, ma il giovane Federico morì prematuramente nel 1198 prima che le nozze avessero luogo. Poco dopo si vociferò di una possibile unione fra Eleonora e Luigi VIII di Francia, il figlio di Filippo II di Francia, ma, forse per la disapprovazione dell'Imperatore del Sacro Romano Impero, anche questo progetto naufragò portando con sé anche i buoni rapporti fra Riccardo, Filippo e la Bretagna. La frattura fu aggravata dal divieto di Filippo posto alla famiglia di Oddone III di Borgogna di sposare una qualunque parente femmina di Riccardo.
Il 6 aprile 1199 Riccardo morì ed Eleonora, allora quindicenne ed il suo fratello dodicenne Arturo si trovarono al centro della lotta per la successione. Fra il 1199 ed il 1200 è possibile che Eleonora sia andata in Inghilterra e lì catturata da Giovanni d'Inghilterra, a supporto di quest'ipotesi pare che Arturo si dolesse della prigionia della sorella e Giovanni stesso, ma una volta vinta la lotta per la successione Giovanni non menzionò mai la cattura di Eleonora.
Contro quest'ipotesi va il fatto che, una volta fatto sparire Arturo nel 1203, Giovanni d'Inghilterra si ritrovò senza eredi legittimi, e forse la giovane nipote poteva essere preferibile alle pretese del re di Francia. Quell'anno comunque fu il primo in cui apparve chiaro che la ragazza era stata imprigionata, nel 1204 re Filippo II di Francia chiese inutilmente il suo rilascio, e lei rimase prigioniera nel natio castello di Corfe. Quattro anni dopo, nel 1208, la morte di Arturo fu ritenuta certa e molti, sia nel clero che nella nobiltà, iniziarono a sobbollire, in quello stesso anno i vescovi di Nantes, Vannes e Cornouaille provarono a liberare Eleonora, il tentativo fallì ed i partecipanti al piano vennero severamente puniti.
Re Giovanni costrinse Eleonora a rinunciare ai propri diritti sul ducato di Richmond e su quello di Bretagna, una volta morta Costanza, Eleonora avrebbe dovuto essere nominata duchessa di Richmond e di Bretagna, ma i bretoni temevano una possibile ed intollerabile ingerenza di Giovanni (che avrebbe potuto voler governare il ducato in vece della nipote o farla sposare ad un vassallo a lui fedele) e nominarono invece duchessa la sorellastra di Eleonora, Alix di Bretagna, figlia di Costanza di Bretagna e del suo terzo marito Guy di Thouars (morto il 13 aprile 1213). Non così andò per il ducato di Richmond che invece passò nelle mani del sovrano. I bretoni non parevano essere del tutto al corrente delle condizioni di Eleonora tanto che si aspettavano di poterla avere nel paese, Eleonora stessa dovette scrivere ai nobili e chierici bretoni descrivendo la sua prigionia e chiedendo loro di mandare una delegazione in Inghilterra per trattare la sua liberazione, questo è l'unico documento autografo di Eleonora che è rimasto.

## Gli anni di prigionia
Nel 1213 Giovanni usò Eleonora per ricattare Pietro I di Bretagna, tentandolo con la cognata e con il ducato di Richmond, questi tuttavia restò leale alla Francia anche dopo la cattura del fratello Roberto avvenuta a Nantes. Nello stesso anno Giovanni dichiarò che l'Inghilterra era feudo papale e Papa Innocenzo III si dichiarò inutilmente guardiano di Eleonora.
L'anno dopo Giovanni si recò in Aquitania e nel Poitou insieme al figlio Riccardo di Cornovaglia e ad Eleonora che trattò come se fosse la sua regina, con lo scopo di impressionare i bretoni e spingerli, inutilmente, a chiedere di insediare sul seggio ducale Eleonora che altro non sarebbe stata che il burattino di Giovanni. Sempre nel 1214 i nobili bretoni trattarono per la liberazione di Eleonora, senza successo, e da quel momento in poi nessun re inglese le permise di usare il titolo di Duchessa di Bretagna.
Nel 1215 scoppiò la Prima guerra dei baroni che portò alla sottoscrizione da parte di Giovanni d'Inghilterra della Magna Charta e con essa venne chiesta la liberazione di tutti gli ostaggi gallesi e scozzesi in mano al re, tuttavia nessuna richiesta da parte di quegli uomini venne fatta per Eleonora, una donna. Nel 1216 in pieno scontro con i nobili Giovanni morì lasciando come erede il giovane Enrico III d'Inghilterra di appena nove anni, Eleonora tentò di nuovo di far valere i propri diritti di successione, ma nessuno l'ascoltò vista la primogenitura di Enrico e la sua prigionia entrò nel dodicesimo anno ufficiale.
La sua pretesa al trono venne sostenuta anche da Papa Onorio III e quando i francesi, sotto richiesta dei baroni, invasero il paese, le richiesta di Eleonora divennero una seria minaccia, Giovanni era convinto che la giovane non sarebbe mai stata liberata e così la vedevano i reggenti Guglielmo il Maresciallo e Uberto di Burgh, tuttavia dovettero ritenere necessario ammorbidire un po' le sue condizioni di vita. Durante il regno di Enrico III d'Inghilterra Eleonora rimase in uno stato di semi-carcerazione e la sua sopravvivenza era addirittura implicata nel trattato di pace con la Francia stipulata dopo il suo fallimentare tentativo di invasione.

## La vita in prigione
Eleonora fu sempre vista come una sorta di "prigioniero di stato", benché le fosse stato promesso il matrimonio non si sposò mai e venne sempre guardata a vista, benché non sia mai stata chiusa in una cella, dall'adolescenza in poi. Benché si dicesse che Eleonora fosse morta di stenti, in realtà probabilmente condusse una vita quasi confortevole, godendo di un minimo di libertà di movimenti nei palazzi o castelli in cui veniva tenuta segregata.
Durante il regno di Enrico III d'Inghilterra ebbe uno stile di vita quasi regale, riceveva doni dalla famiglia reale e poteva ricevere le visite di sceriffi, balivi e maggiorenti delle terre in cui si trovava, così che fosse provata la sua buona salute, e il re provvedeva al suo sostentamento.
Fra la lista delle cose inviatele da Giovanni ed Enrico figura l'attrezzatura da amazzone, prova che potesse stare all'aria aperta, seppur sorvegliata, quando nel 1209 re mandò le sue figlie Margaret, che poi sposò Uberto di Burgh ed Isabella, come ostaggi al re Giovanni, furono messe a vivere insieme con Eleonora e i resoconti parlano di uno stile di vita quasi lussuoso.
Nel 1221 si disse che qualche straniero voleva rapirla per liberarla, nel 1225 fu il suo carceriere ad essere accusato di volerla rapire per consegnarla al re di Francia, vero o no che fosse Eleonora venne spostata dalla costa e imprigionata nella parte interna del paese.
Dopo 39 lunghi anni di prigionia Eleonora rese l'anima il 10 agosto 1241, morendo nel castello dov'era nata.
Nel 1268 Enrico III ordinò ad Amblesburg di rendere omaggio ad Arturo ed Eleonora, così come a tutti i re e le regine.

## Nella cultura di massa
Eleonora di Bretagna appare in qualche opera letteraria, come Angelina (1796) di Mary Robinson. In Below the Salt, romanzo di Thomas Costain, Eleonora evade, si sposa con un cavaliere che possiede terre in Irlanda e alleva figli. La trilogia Through a Dark Mist, In the Shadow of Midnight e The Last Arrow di Marsha Canham, tratta anche dell’evasione della principessa. I due autori suggeriscono che anche Guglielmo il Maresciallo volesse la liberazione di Eleonora.
Eleonora appare anche nei romanzi Here Be Dragons di Sharon Kay Penaman, Sirocco Wind from the East di Virginia Ann Work, e è l’eroina di The Shimmering Sky di Rik Denton. La storia della vita di Eleonora venne anche raccontata in prima persona in The Captive Princess di J. P. Reedman.
Nel suo poema The Lament of Eleanor of Bretagne, la scrittrice e poetessa inglesa vittoriana Menella Bute Smedley imagina la malinconia di Eleonora mentre che invecchia, ancora imprigionata.

## Ascendenza
|                                                 |                            |                                 | Genitori                                 |  |  | Nonni |  |  | Bisnonni                                                 |  |  | Trisnonni              |  |
|                                                 |                            |                                 |                                          |  |  |       |  |  | Goffredo V, conte d'Angiò e del Maine, duca di Normandia |  |  | Folco V, conte d'Angiò |  |
|                                                 |                            |                                 |                                          |  |  |       |  |  | Goffredo V, conte d'Angiò e del Maine, duca di Normandia |  |  | Folco V, conte d'Angiò |  |
|                                                 |                            | Eremburga, contessa del Maine   |                                          |  |  |       |  |  | Goffredo V, conte d'Angiò e del Maine, duca di Normandia |  |  |                        |  |
| Enrico II, re d'Inghilterra e duca di Normandia |                            |                                 |                                          |  |  |       |  |  | Goffredo V, conte d'Angiò e del Maine, duca di Normandia |  |  |                        |  |
|                                                 |                            | Matilde d'Inghilterra           | Enrico I, re d'Inghilterra               |  |  |       |  |  |                                                          |  |  |                        |  |
|                                                 |                            | Matilde d'Inghilterra           | Enrico I, re d'Inghilterra               |  |  |       |  |  |                                                          |  |  |                        |  |
|                                                 |                            | Matilde d'Inghilterra           | Matilde di Scozia                        |  |  |       |  |  |                                                          |  |  |                        |  |
| Goffredo II, duca di Bretagna                   |                            | Matilde d'Inghilterra           |                                          |  |  |       |  |  |                                                          |  |  |                        |  |
|                                                 |                            | Guglielmo X, duca di Aquitania  | Guglielmo IX, duca d'Aquitania           |  |  |       |  |  |                                                          |  |  |                        |  |
|                                                 |                            | Guglielmo X, duca di Aquitania  | Guglielmo IX, duca d'Aquitania           |  |  |       |  |  |                                                          |  |  |                        |  |
|                                                 |                            | Guglielmo X, duca di Aquitania  | Filippa, contessa di Tolosa              |  |  |       |  |  |                                                          |  |  |                        |  |
| Eleonora, duchessa d'Aquitania                  |                            | Guglielmo X, duca di Aquitania  |                                          |  |  |       |  |  |                                                          |  |  |                        |  |
|                                                 |                            | Eleonora di Châtellerault       | Almerico I, visconte di Châtellerault    |  |  |       |  |  |                                                          |  |  |                        |  |
|                                                 |                            | Eleonora di Châtellerault       | Almerico I, visconte di Châtellerault    |  |  |       |  |  |                                                          |  |  |                        |  |
|                                                 |                            | Eleonora di Châtellerault       | Dangereuse de L'Isle Bouchard            |  |  |       |  |  |                                                          |  |  |                        |  |
| Eleonora di Bretagna                            |                            | Eleonora di Châtellerault       |                                          |  |  |       |  |  |                                                          |  |  |                        |  |
|                                                 | Alano, I conte di Richmond | Stefano I, conte di Penthièvre  |                                          |  |  |       |  |  |                                                          |  |  |                        |  |
|                                                 | Alano, I conte di Richmond | Stefano I, conte di Penthièvre  |                                          |  |  |       |  |  |                                                          |  |  |                        |  |
|                                                 | Alano, I conte di Richmond | Havoise di Blois                |                                          |  |  |       |  |  |                                                          |  |  |                        |  |
| Conan IV, duca di Bretagna                      | Alano, I conte di Richmond |                                 |                                          |  |  |       |  |  |                                                          |  |  |                        |  |
|                                                 |                            | Berta, duchessa di Bretagna     | Conan III, duca di Bretagna              |  |  |       |  |  |                                                          |  |  |                        |  |
|                                                 |                            | Berta, duchessa di Bretagna     | Conan III, duca di Bretagna              |  |  |       |  |  |                                                          |  |  |                        |  |
|                                                 |                            | Berta, duchessa di Bretagna     | Matilde FitzRoy                          |  |  |       |  |  |                                                          |  |  |                        |  |
| Costanza di Bretagna                            |                            | Berta, duchessa di Bretagna     |                                          |  |  |       |  |  |                                                          |  |  |                        |  |
|                                                 |                            | Enrico, III conte di Huntingdon | Davide I, re di Scozia                   |  |  |       |  |  |                                                          |  |  |                        |  |
|                                                 |                            | Enrico, III conte di Huntingdon | Davide I, re di Scozia                   |  |  |       |  |  |                                                          |  |  |                        |  |
|                                                 |                            | Enrico, III conte di Huntingdon | Maud, II contessa di Huntingdon          |  |  |       |  |  |                                                          |  |  |                        |  |
| Margherita di Huntingdon                        |                            | Enrico, III conte di Huntingdon |                                          |  |  |       |  |  |                                                          |  |  |                        |  |
|                                                 |                            | Ada de Warenne                  | Guglielmo di Warenne, II conte di Surrey |  |  |       |  |  |                                                          |  |  |                        |  |
|                                                 |                            | Ada de Warenne                  | Guglielmo di Warenne, II conte di Surrey |  |  |       |  |  |                                                          |  |  |                        |  |
|                                                 |                            | Ada de Warenne                  | Elisabetta di Vermandois                 |  |  |       |  |  |                                                          |  |  |                        |  |
|                                                 |                            | Ada de Warenne                  |                                          |  |  |       |  |  |                                                          |  |  |                        |  |